# ۷۹۸ (قمری)
۷۹۸ (قمری)، هفتصد و نود و هشتمین سال در گاهشماری هجری قمری است. اول محرم این سال برابر با بیست و چهارم اکتبر سال ۱۳۹۵ میلادی است.

## درگذشتگان
- سلطان سهاک، بنیانگذار آیین یارسان